# Люди и звери
«Лю́ди и зве́ри» — художественный фильм режиссёра Сергея Герасимова. Он же и автор сценария, написанного совместно с Т. Ф. Макаровой.

## Сюжет
В основе сюжета — драматическая судьба командира Красной армии Алексея Ивановича Павлова. Попав в январе 1942 года подо Мгой в плен и оказавшись в числе перемещённых лиц, герой не сразу решился на возвращение в СССР. Поскитавшись по чужбине 17 лет, Алексей всё же вернулся на родину. Алексей едет к своему родному брату на юг страны в Севастополь.
Он случайно встречает врача Анну Андреевну, которую спас от смерти в блокадном Ленинграде. Она путешествует на автомобиле из Москвы и тоже на юг, с дочерью Таней; она предлагает ему присоединиться к ним. Алексей в дороге рассказывает о своей жизни.
Первую остановку они делают на берегу водоёма, ужинают. Ночью на Алексея наплывают воспоминания. В Аргентине, на рубке тростника, он заболел. Управляющий его увольняет. Сидевшие с ним в лагере Василий Клячко и его приятель Савватеев отправляются к управляющему, чтобы оспорить это увольнение. Их встречает хозяйка имения. Воспоминания заканчиваются, и наутро Алексей снова едет на юг.
В посёлке на дороге происходит авария: пьяный водитель на грузовом автомобиле наезжает на мотороллер с молоком. Анна Андреевна оказывает первую помощь и уезжает в медпункт, а Алексей с Таней остаются  в посёлке. Он делится с ней своими размышлениями: «в каждом человеке сидит зверь», есть люди без зверей: «на них держится земля». Затем он рассказывает ей о своих заключениях в лагерях: сначала в Майданеке, затем — в Дахау, а в конце войны — в Бухенвальде. Из Майданека он пытался бежать в одиночку, из Дахау бежали вчетвером. Затем рассказывает, как из Бухенвальда, перед капитуляцией Германии, их освободили американцы. Он написал письмо своему брату, так как все остальные близкие погибли в блокадном Ленинграде, но не получил ответа. Рассказывает, как работал в Судане, Канаде и Аргентине. Ночью на сеновале на него опять наплывают воспоминания. Хозяйка имения, где работал Алексей, оказывается русской, её фамилия Щербацкая, а по мужу-немцу — Хартман. Она нанимает его в качестве лакея и водителя. Знакомит его со своим троюродным дядей. Тем не менее, Алексей ссорится с  Марией Николаевной, после того как она съездила в Россию и заявила, что «Россия это страна нищих, в стране утрачены идеалы». Затем воспоминания прекращаются, наступает утро и они опять едут на юг. В дороге он рассказывает, что после Аргентины переехал в Германию, в Гамбург, где устроился работать шофёром-механиком в богатую семью с двумя сыновьями (старшего зовут Зигфрид). Братья постоянно испытывали его терпение и проявляли фашистские настроения. К ним приходил Цезарь Касто (Тульке), который был расположен к Алексею. Затем Алексей неожиданно встречает своих старых друзей Клячко и Саватеева. После этого Алексей ссорится с братьями и увольняется. Потом, в кафе, его друзья Клячко и Саватеев избивают его из-за того, что они не разделяют его взглядов о возвращении на Родину. От безысходности Алексей вешается. Но его спасает немка Фрау Вильде. «Первое, что я увидел, когда меня вынули из петли, было лицо Человека» — так Алексей о ней отозвался. Далее рассказ его прекращается и они въезжают в Запорожье к родственникам Анны и Татьяны. Из летнего домика выбегает женщина Варвара Андреевна (Олеся Иванова) — сестра Анны Андреевны, которая говорит со скоростью 5 слов в секунду и спрашивает: «А шо у вас там приключилося?». В речи коренной запорожанки и настоящей жены заводчанина не раз упоминается слово «завод», и она искренне сокрушается по поводу всех неполадок и происшествий, которые якобы на нем приключились. И после того, как соседка с пулеметной скоростью речи говорит о том, что тоже ждёт супруга с завода, женщина посылает сына на предприятие — «Узнать, шо там такое!». Подросток без проблем попадает в сталеплавильный цех, взяв с собой на экскурсию Алексея. Алексей осматривает запуск нового прокатного стана. Все радуются. На заводе стоит грохот и когда в честь запуска начинает играть оркестр — то его не слышно. Потом происходит застолье и звучат различные народные песни: «Знову цвітуть каштани», «Ой ти, Галю, Галю молодая…». Затем показывают семью брата Алексея — к ним пришло письмо от него. Но жена брата Валентина Сергеевна Павлова (Наталья Медведева) не хочет, чтобы приезжал его брат и открывается, что уже 15 лет как эти письма получает и сжигает, а Пётр из-за своей жены во всех анкетах ставит, что брат мёртв! Валентина тоже хочет сжечь и это письмо. Братья не могут встретиться, но ситуацию спасает Татьяна. Она приходит домой в семью брата, а его сыну Юрию (Сергей Никоненко) рассказывает об Алексее, который является его родным дядей. Братья встречаются. Но, как показывает жизнь, они с ним — совершенно разные люди...

## Прочие сведения
- Несколько сцен в фильме сняты в Запорожье, эпизод проезда автомобиля и панорама окраины большого города в Харькове, а также показан восстановленный после войны Севастополь. Отдельные сцены снимались на Кубе и в ГДР.
- В начале фильма Таня читала стихотворение В. Рождественского «Путешествие» (сборник «Золотое веретено», 1921):

«Нет, не Генуя, не Флоренция,
Не высокий, как слава, Рим…».
- Мария Николаевна Хартман-Щербацкая показывает картину М. Нестерова «Дмитрий, царевич убиенный»[1].
- Николай Ерёменко, исполняющий в фильме главную роль — действительно участник Великой Отечественной войны и действительно попал в плен в июле 1942 года, под Вязьмой, у деревни Комары. Сумел выжить в нацистском концлагере, бежал из плена. После возвращения домой был направлен в фильтрационный лагерь в Вышнем Волочке; в результате проверки был полностью восстановлен в звании.
- Фильм «Люди и звери» упоминается в рассказе Виктора Астафьева «Тревожный сон».

## В ролях
- Николай Ерёменко ст. — лейтенант Алексей Иванович Павлов
- Тамара Макарова — Анна Андреевна Соболева
- Жанна Болотова — Таня Соболева
- Виталий Доронин — Пётр Иванович Павлов, брат Алексея
- Наталья Медведева — Валентина Сергеевна Павлова, жена брата
- Сергей Никоненко — Юрий Павлов
- Олеся Иванова — Варвара Андреевна, сестра Анны Андреевны
- Анастасия Филиппова — Степанида Гавриловна, бабушка
- Михаил Глузский — Василий Клячко
- Вадим Захарченко — Саватеев
- Татьяна Гаврилова — Мария Николаевна Хартман-Щербацкая
- Сергей Герасимов — Константин Константинович Львов-Щербацкий
- Мария Рувель — фрау Вильде
- Станислав Михин — инспектор ГАИ
- Фридрих-Вильгельм Юнге (в титрах — В. Июнге) — Зигфред
- Петер Ройссе (в титрах — Г. Руссе) — Отто
- Вернер Тёльке (в титрах — В. Тульке) — Цезарь
- Станислав Бородокин — Вовка
- Майя Булгакова — Галина
- Манефа Соболевская — хозяйка дома с сеновалом
- Раиса Конюхова — хуторянка
- Константин Барташевич — Кузнецов, директор завода

## Съёмочная группа
- Автор сценария: Сергей Герасимов, Тамара Макарова
- Режиссёр: Сергей Герасимов
- Оператор: Владимир Рапопорт
- Художник: Борис Дуленков, Мариам Быховская
- Музыка: Хачатурян, Арам Ильич